# Joshua Nadeau
Joshua Jean Victor Nadeau (* 12. September 1994 in Paris) ist ein französischer Fußballspieler.

## Karriere
Nadeau begann seine Laufbahn beim auf Korsika beheimateten Verein AC Ajaccio, bei dem er im Sommer 2012 in die fünftklassig antretende zweite Mannschaft aufrückte. Er avancierte zum Stammspieler auf der rechten Abwehrseite und zeigte sein Potenzial für mögliche Einsätze in der ersten Elf. Wenngleich er zum Saisonbeginn 2013/14 keinen Profivertrag erhielt, gelang ihm bereits am zweiten Spieltag sein Profidebüt in der ersten Liga, als er am 18. August 2013 mit 18 Jahren bei einem 1:1-Unentschieden gegen den amtierenden Meister Paris Saint-Germain auf dem Platz stand. Er wurde dabei in der 69. Minute beim Stand von 1:0 zugunsten seiner Mannschaft verletzungsbedingt ausgewechselt.
Im Anschluss an sein Erstligadebüt gehörte er hauptsächlich weiterhin der Reservemannschaft an, wurde gelegentlich aber auch im Profiteam aufgeboten. Dessen Sturz in die Zweitklassigkeit zum Saisonende konnte er allerdings nicht abwenden. Im Anschluss daran entschied er sich im Sommer 2014 für einen Wechsel ins Ausland und unterschrieb beim zyprischen Erstligisten AEL Limassol. Bei diesem konnte er sich allerdings nicht durchsetzen, weswegen das Arbeitsverhältnis bereits nach einem Jahr wieder endete. Im Februar 2016 unterschrieb er nach einigen Monaten ohne Verein beim schwedischen Erstligisten Gefle IF. Da die Spielzeiten in Schweden sich nach dem Kalenderjahr richten, erfolgte die Verpflichtung im Vorfeld der Saison 2016. Im Januar 2017 unterschrieb Nadeau einen Vertrag beim deutschen Drittligisten Hansa Rostock mit einer Laufzeit bis zum 30. Juni 2019.
Sein Debüt für die Rostocker gab er am 20. Spieltag im Heimspiel gegen Jahn Regensburg. Bis zum Ende der Saison summierten sich seine Einsätze auf acht. Hinzu kamen zwei Spiele im Mecklenburg-Vorpommern-Pokal. Da Hansa diesen letztlich gewann, zählt Nadeau als Landespokalsieger 2017. In der folgenden Serie brachte er es auf 25 Drittligaeinsätze für die Hanseaten. Trainer Pavel Dotchev setzte ihn auch im DFB-Pokal gegen Bundesligist Hertha BSC (0:2) und fünfmal im Landespokal ein. Nadeau spielte das Finale und gewann mit der Kogge gegen den FC Mecklenburg Schwerin 2:1. Zu seinem letzten Einsatz für Rostocks Profiteam kam er am 1. Spieltag der Saison 2018/19 beim Auswärtsspiel gegen den Aufsteiger aus Cottbus (0:3). Am 27. August 2018 teilte der FC Hansa mit, den Vertrag mit Nadeau aufgelöst zu haben.
Einen Tag später wurde der Wechsel zum belgischen Drittligisten Royal Excelsior Virton bekannt. Hier absolvierte er lediglich sieben Spiele bis zur Winterpause und wurde dann in die Reservemannschaft geschickt. Nach Saisonende schloss er sich dann für ein Jahr Viertligist AC Boulogne-Billancourt in Frankreich an. Am 28. Mai 2020 gab dann der luxemburgische Erstligist FC Rodingen 91 die Verpflichtung des Abwehrspielers zur neuen Saison bekannt. Zwei Jahre später stieg er mit dem Verein in die Zweitklassigkeit ab. Im Sommer 2023 schloss er sich dann dem Ligarivalen Sporting Bettemburg, absolvierte in der folgenden Spielzeit 23 Partien und stieg mit dem Verein in die BGL Ligue auf.

## Erfolge
- Landespokalsieger Mecklenburg-Vorpommern: 2017, 2018